# 斯图焦纳亚河
斯图焦纳亚河（俄語：Река Студёная），或北岔河（俄語：Река Бейчихе），是滨海边疆区波格拉尼奇内区的河流，源起蓝岭，长83公里，流域面积762平方公里，注入梅尔古诺夫卡河。深0.3到0.5米，下游宽达20至25米。

## 引用
1. ↑  А·П·穆拉诺夫. . 列宁格勒: 气象出版社. 1966 （俄语）.
2. ↑  . 列宁格勒: 气象出版社 （俄语）.
3. ↑  Т·А·基谢尔科瓦娅. . 列宁格勒: 气象出版社. 1977 （俄语）.
4. ↑  . primpogoda.ru.   [2021-04-02]. （原始内容存档于2024-01-01） （俄语）.